# Best of Voivod
Pour les articles homonymes, voir Best of.
Albums de Voivod
Angel rat
(1991) The outer limits
(1993)
The best of Voivod est le premier album compilation du groupe québécois Voivod. Il a été produit pour offrir aux admirateurs de la première heure ainsi qu'aux nouveaux, la possibilité d'écouter des chansons de chaque album sur CD avec un son amélioré par rapport aux versions vinyle originelles. Cette compilation couvre les années 1984 à 1991 et donc les six premiers albums du groupe de War and Pain à Angel rat, toujours avec la même formation. La compilation présente douze chansons en ordre chronologique croissant.

## Membres du groupe
- Denis (Snake) Bélanger : Chant
- Denis (Piggy) D'amour : Guitare
- Jean-Yves (Blacky) Thériault : Guitare basse
- Michel (Away) Langevin : Batterie

## Liste des morceaux
1. Voivod 4:17
2. Ripping headaches 3:12
3. Korgüll the exterminator 4:56
4. Tornado 6:05
5. Ravenous medecine 4:23
6. Cockroaches (de l'EP Cockroaches) 3:49
7. Tribal convictions 4:54
8. Psychic vacuum 3:53
9. Astronomy domine (reprise de Pink Floyd 5:30
10. The unknown knows (sans introduction) 5:00
11. Panorama 3:14
12. The prow 3:48